# Triakistetraeder
Das Triakistetraeder ist ein konvexes Polyeder, das sich aus 12 gleichschenkligen Dreiecken zusammensetzt und zu den Catalanischen Körpern zählt. Es ist der duale Körper zum Tetraederstumpf und hat 8 Ecken sowie 18 Kanten.

## Entstehung

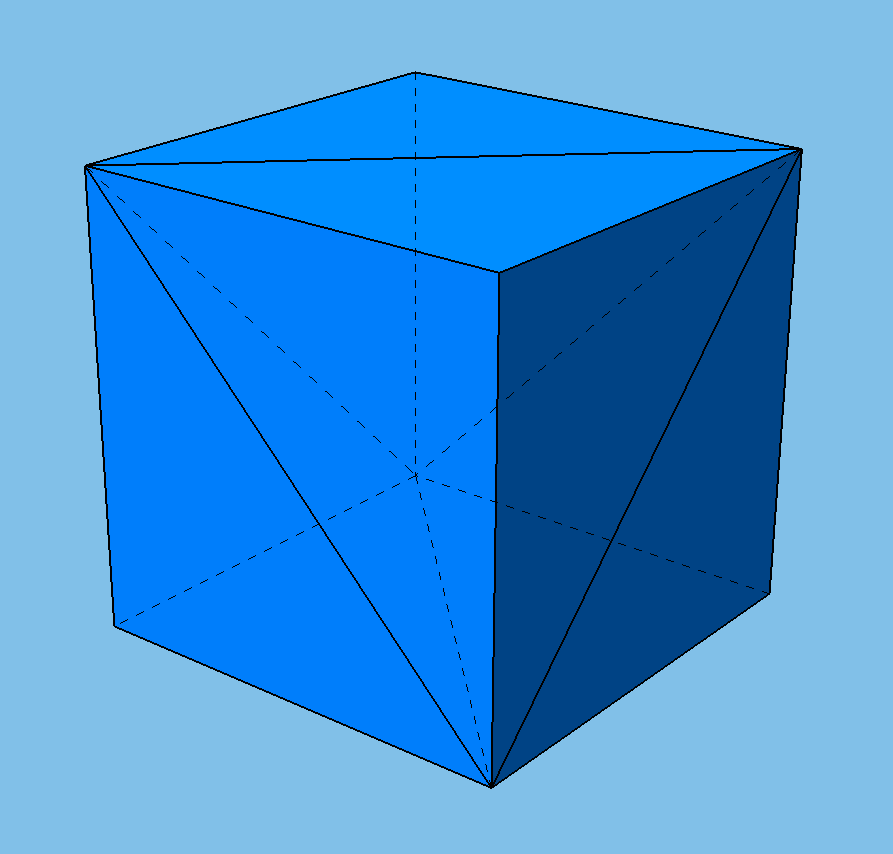
Vierfach geschnittener Würfel

Werden auf alle 4 Begrenzungsflächen eines Tetraeders (mit Kantenlänge {\displaystyle a}) Pyramiden mit der Flankenlänge {\displaystyle b} aufgesetzt, entsteht ein Triakistetraeder, sofern die Bedingung {\displaystyle {\tfrac {a}{3}}{\sqrt {3}}<b<{\tfrac {a}{2}}{\sqrt {2}}} erfüllt ist.
- Für den zuvor genannten minimalen Wert von {\displaystyle b} haben die aufgesetzten Pyramiden die Höhe 0, sodass lediglich das Tetraeder mit der Kantenlänge {\displaystyle a} übrig bleibt.
- Das spezielle Triakistetraeder mit gleichen Flächenwinkeln entsteht, wenn {\displaystyle b={\tfrac {3}{5}}a} ist.
- Nimmt {\displaystyle b} den o. g. maximalen Wert an, entartet das Triakistetraeder zu einem Würfel mit der Kantenlänge {\displaystyle b} (siehe Grafik links); dieser vierfach geschnittene Würfel – mit einem gedachten Tetraeder im Kern – ist topologisch gleichwertig zum Triakistetraeder.
- Überschreitet {\displaystyle b} den maximalen Wert, so ist das Polyeder nicht mehr konvex und entartet zu einem Sternkörper.

## Formeln
| Größen eines Triakistetraeders mit Kantenlängen a, b | Größen eines Triakistetraeders mit Kantenlängen a, b                                                           |
| ---------------------------------------------------- | --- |
| Volumen                                              | {\displaystyle V={\frac {a^{2}}{12}}\left(a{\sqrt {2}}+4{\sqrt {3b^{2}-a^{2}}}\right)}                         |
| Oberflächeninhalt                                    | {\displaystyle A_{O}=3a{\sqrt {4b^{2}-a^{2}}}}                                                                 |
| Pyramidenhöhe                                        | {\displaystyle k={\frac {1}{3}}{\sqrt {9b^{2}-3a^{2}}}}                                                        |
| Inkugelradius                                        | {\displaystyle \rho ={\frac {a}{12}}{\sqrt {\frac {48b^{2}-14a^{2}+8a{\sqrt {6b^{2}-2a^{2}}}}{4b^{2}-a^{2}}}}} |
| Flächenwinkel (über Kante a)                         | {\displaystyle \cos \,\alpha _{1}={\frac {5a^{2}-12b^{2}-8a{\sqrt {6b^{2}-2a^{2}}}}{9(4b^{2}-a^{2})}}}         |
| Flächenwinkel (über Kante b)                         | {\displaystyle \cos \,\alpha _{2}={\frac {2b^{2}-a^{2}}{4b^{2}-a^{2}}}}                                        |

| Größen eines Triakistetraeders mit Kantenlänge a | Größen eines Triakistetraeders mit Kantenlänge a                    | Größen eines Triakistetraeders mit Kantenlänge a |
| ------------------------------------------------ | ------------------------------------------------------------------- | ------------------------------------------------ |
| Volumen                                          | {\displaystyle V={\frac {3}{20}}\,a^{3}{\sqrt {2}}}                 |                                                  |
| Oberflächeninhalt                                | {\displaystyle A_{O}={\frac {3}{5}}\,a^{2}{\sqrt {11}}}             |                                                  |
| Pyramidenhöhe                                    | {\displaystyle k={\frac {a}{15}}{\sqrt {6}}}                        |                                                  |
| Inkugelradius                                    | {\displaystyle \rho ={\frac {3}{4}}\,a\,{\sqrt {\frac {2}{11}}}}    |                                                  |
| Kantenkugelradius                                | {\displaystyle r={\frac {a}{4}}{\sqrt {2}}}                         |                                                  |
| Flächenwinkel ≈ 129° 31′ 16″                     | {\displaystyle \cos \,\alpha =-{\frac {7}{11}}}                     |                                                  |
| Sphärizität ≈ 0,86439                            | {\displaystyle \Psi ={\frac {\sqrt[{3}]{60\,\pi }}{2{\sqrt {11}}}}} |                                                  |